# Пічилему
Пічилему (ісп. Pichilemu)  — місто в Чилі, один з пляжних курортів країни.
Місто розташоване за 122 км на південний захід від адміністративного центру області міста Ранкагуа. Комуна межує:
- На півночі — з комуною Літуече
- На сході — з комуною Марчіуе
- На півдні — з комунами Пуманке, Паредонес

Західне узбережжя комуни омиває Тихий океан.
Культурний центр сучасного міста розташований у колишньому казино Росс.

## Населення
Демографічна історія Пічилему